# Meditatie (lied)
Meditatie is een lied van de Nederlandse rapper Bizzey en Nederlandse producer SRNO in samenwerking met de Belgische rapper Bryan Mg en de Nederlandse zangeres Bo Hélène. Het werd in 2022 als single uitgebracht.

## Achtergrond
Meditatie is geschreven door Bryan Mumvudi Gazambo, Leo Roelandschap en Serrano Gaddum en geproduceerd door SRNO. Het is een nummer dat past in het genre nederhop en pop rap. In het lied rappen de artiesten over een dame in een dansclub die ervoor zorgt dat de liedvertellers volledig door haar betoverd zijn. Het lied is grotendeels in het Nederlands gezongen, met enkele regels in het Frans.
Het is de eerste keer dat de vier artiesten samen op een lied te horen zijn. Onderling werkten Bryan Mg en SRNO wel al eerder met elkaar. Dit deden zij op Validé en Montana. Ze herhaalden de samenwerking daarnaast ook nog op Doe wat je doet. Verder is het anno 2023 de enige hitsingle uit de carrière van Bo Hélène.

## Hitnoteringen
De artiesten hadden bescheiden succes met het lied in Nederland. Het piekte op de zeventigste plaats van de Single Top 100 in de twee weken dat het in deze hitlijst te vinden was. De Top 40 en haar Tipparade werden niet bereikt.